# 刚毛耳蕨
刚毛耳蕨（学名：Polystichum setillosum）为鳞毛蕨科耳蕨属下的一个种。

## 扩展阅读
- 維基物種上的相關：刚毛耳蕨